# سعد خان
سعد خان (انگلیسی: Saad Khan؛ زادهٔ) فیلم‌ساز،  کارگردان و کارآفرین اهل هند است. او در فیلمی دستیار کارگردان آشوتوش گواریکر بود، که این فیلم نامزد جایزه اسکار شد. 